# Elia Espen
Elia Espen (3 de julio de 1931) es una activista por los derechos humanos argentina, integrante de la organización Madres de Plaza de Mayo Línea Fundadora.

## Biografía
Elia nació en 1931 en el seno de una familia trabajadora, hija de un obrero italiano socialista que recaló en Argentina escapando de la persecución del régimen de Mussolini.
El 18 de febrero de 1977 su hijo, Hugo Orlando Miedan Espen, fue secuestrado por el régimen dictatorial que gobernó el país entre 1976 y 1983 y llevado al centro clandestino de detención y tortura El Atlético. Desde entonces se encuentra desaparecido.
En 2011 fue declarada Personalidad Destacada de los Derechos Humanos por parte de la Legislatura de la Ciudad Autónoma de Buenos Aires.
En 2014 fue homenajeada por el Centro de Estudiantes de Ciencias Sociales de la Universidad de Buenos Aires en reconocimiento a su lucha por los derechos humanos, contra la represión y la impunidad.
En 2017 recibió, de parte de la Facultad de Arquitectura, Diseño y Urbanismo de la Universidad de Buenos Aires, el legajo de su hijo, que era allí estudiante de arquitectura.
En 2019, el Club de Gimnasia y Esgrima La Plata la nombró Socia Honoraria, "por su inquebrantable y constante lucha en la busca de la Memoria, la Verdad y la Justicia".
Como parte del colectivo de Madres mantiene una militancia activa, participando en diferentes eventos en apoyo a causas relacionadas con los derechos humanos.

## Hugo Orlando Miedan Espen
Hijo de Elia Espen y Juan Elvio Miedan, Hugo nació el 15 de septiembre de 1949 en Capital Federal, Argentina.
Fue secuestrado en esa ciudad el 18 de febrero de 1977 por un grupo de tareas que operaba en el marco de la dictadura cívico-militar. Al momento del secuestro, tenía 27 años de edad y vivía en el barrio porteño de Flores junto a su madre y hermanas. Era estudiante de arquitectura en la Facultad de Arquitectura, Diseño y Urbanismo de la Universidad de Buenos Aires, militaba en la Juventud Guevarista (PRT) y trabajaba en la editorial El Derecho.
Estuvo secuestrado en el centro clandestino de detención y tortura El Atlético, en donde fue visto por última vez, por sus compañeros de cautiverio, el 20 de septiembre de 1977. Hasta el presente permanece desaparecido.
En el barrio de Almagro, así como en el de Balvanera, hay una baldosa del proyecto de Barrios x Memoria y Justicia que lo recuerda.
Su historia y su baldosa formaron parte de una performance teatral, "Relato Situado. Una topografía de la memoria", consistente en un recorrido por el barrio porteño de Almagro, conectando las distintas baldosas conmemorativas, en el contexto del 40.º aniversario del golpe de Estado de 1976.